# IC 1535
IC 1535 је спирална галаксија у сазвјежђу Андромеда која се налази на листи објеката дубоког неба у Индекс каталогу.
Деклинација објекта је + 48° 9' 27" а ректасцензија 0h 13m 57,2s. Привидна величина (магнитуда) објекта IC 1535 износи 14,3 а фотографска магнитуда 15,1. IC 1535 је још познат и под ознакама UGC 131, MCG 8-1-30, CGCG 549-26, PGC 922.